# Rabid Grannies
Rabid Grannies (org. tytuł: Les Mémés Cannibales) – belgijsko-francusko-holenderski horror komediowy z 1988 roku w reżyserii Emmanuela Kervyna. Dystrybucją filmu na rynek amerykański zajęła się wytwórnia filmowa Troma.

## Fabuła
Zbliżają się urodziny dwóch sędziwych kobiet. Z tej okazji do ich posiadłości znajdującej się w niewielkiej miejscowości przyjeżdża część rodziny. W trakcie kolacji u bramy ich domu zjawia się podejrzanie wyglądająca staruszka. Wręcza służącej pakunek i każe go przekazać solenizantkom. Okazuje się, że jest to szkatułka – prezent od jednego z członków rodziny, nieobecnego na przyjęciu. Po jej otwarciu w starsze kobiety wstępują złe moce. Zaczynają zabijać wszystkich z obecnych...

## Obsada
- Catherine Aymerie jako Helen
- Caroline Braeckman jako Suzie
- Richard Cotica jako Gilbert
- Danielle Daven jako Elizabeth Remington
- Patricia Davia jako Alice
- Robert Du Bois jako Ojciec Percival
- Florine Elslande jako Bertha
- Anne-Marie Fox jako Victoria Remington

i inni